# Basilica di San Nazaro in Brolo
La basilica dei Santi Apostoli e Nazaro Maggiore (nome originario paleocristiano basilica apostolorum), comunemente detta basilica di San Nazaro in Brolo, è una delle più antiche chiese di Milano, situata in piazza San Nazaro in Brolo. Si tratta della più antica chiesa a croce latina della storia dell'arte occidentale, realizzata in questa forma per celebrare la risurrezione di Gesù, come testimoniato da un'epigrafe collocata nelle pareti del coro. Il complesso si compone della basilica e dei successivi Mausoleo Trivulzio e cappella di Santa Caterina, che sono entrambi rinascimentali. Il Mausoleo Trivulzio, monumentale cappella realizzata dal Bramantino, ha coperto l'originale facciata della basilica cambiandone radicalmente l'aspetto. Insieme alla basilica prophetarum, alla basilica martyrum ed alla basilica virginum, la basilica apostolorum è annoverata tra le quattro basiliche ambrosiane, ovvero quelle fatte costruire da sant'Ambrogio.
La basilica prende il nome dal Broletto Vecchio, detto anche Brolo dell'Arcivescovo o Brolo di Sant'Ambrogio, prima sede del governo della città di cui si abbia traccia documentata, che ebbe questo ruolo durante il periodo dei comuni nel basso medioevo. Il Broletto Vecchio ha dato il nome al quartiere del Brolo, del quale fa parte la basilica di San Nazario in Brolo. Il Broletto Vecchio terminò questa funzione nel 1251, quando la sede municipale venne trasferita presso il Palazzo della Ragione, che è infatti anche conosciuto con il nome di Broletto Nuovo. Il Broletto Vecchio fu poi ristrutturato trasformandosi in Palazzo Reale.
Edificata tra il 382 e il 386 in epoca romana tardoimperiale per volere del vescovo di Milano Ambrogio, nell'epoca in cui la città romana di Mediolanum (la moderna Milano) fu capitale dell'Impero romano d'Occidente (ruolo che ricoprì dal 286 al 402), nel 1075 fu gravemente danneggiata da un rovinoso incendio venendo ricostruita in forme romaniche. Numerose furono le trasformazioni nel XVII e XVIII secolo, con le parti interne che vennero rinnovate in forme neoclassiche tra il 1828 e 1832. È una delle basiliche paleocristiane di Milano.
Il transetto destro conserva alcune opere artistiche importanti. Sul suo lato sinistro si trova la Crocifissione di Bonino da Campione: questo bassorilievo, databile nel XIV secolo, raffigura con estrema chiarezza e veridicità Cristo morto in croce con ai lati Maria sua madre e Giovanni apostolo ed evangelista inginocchiati. Sul suo lato destro, invece, è presente una Ultima Cena rinascimentale di Bernardino Lanino.

## Storia

### L'antica basilica paleocristiana

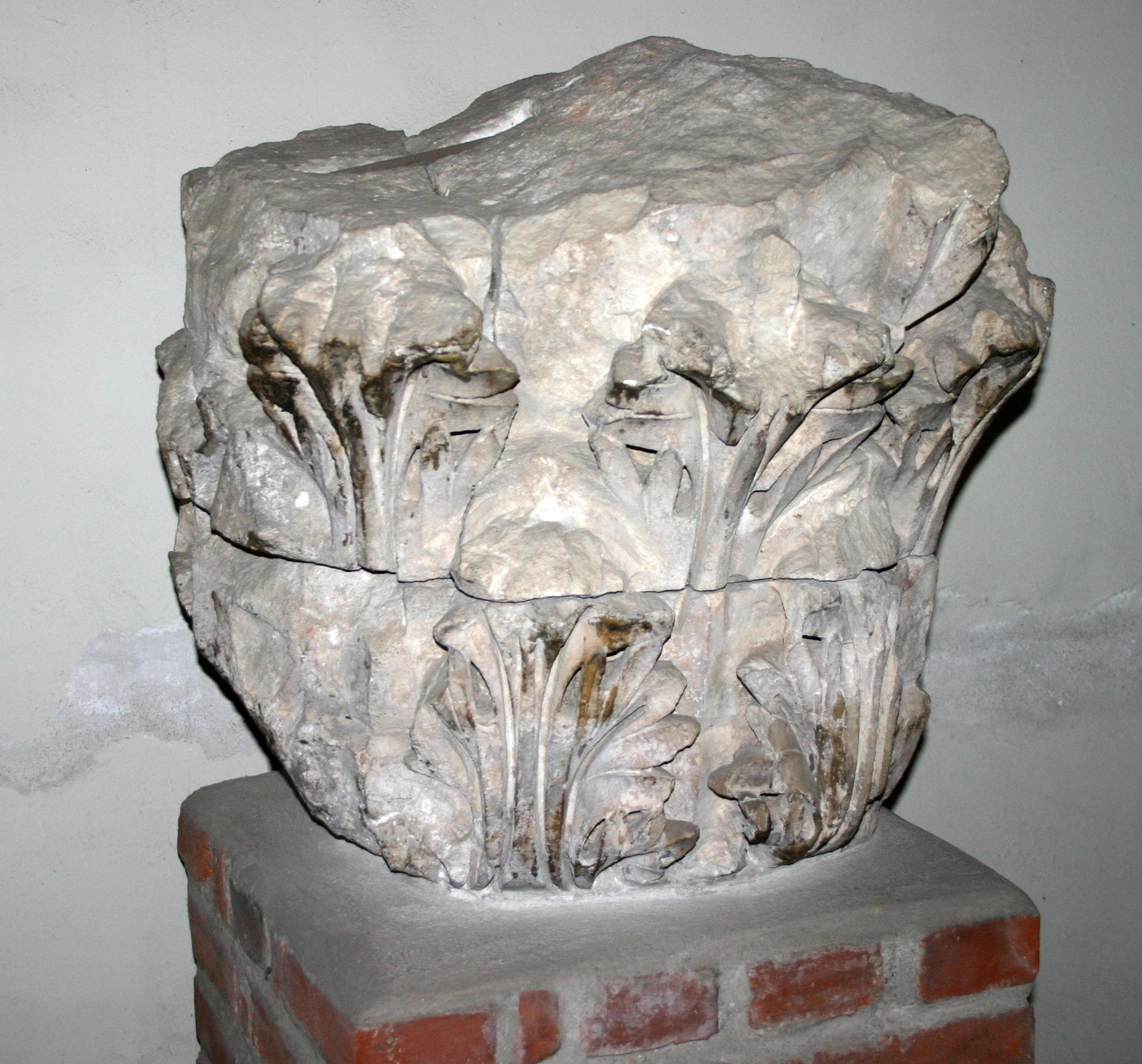
Capitello romano, resto dall'antica basilica paleocristiana, nel braccio orientale di San Nazaro in Brolo

L'antica Milano romana (Mediolanum) sovrapposta alla Milano moderna. Il rettangolo più chiaro al centro, leggermente sulla destra, rappresenta la moderna piazza del Duomo, mentre il moderno Castello Sforzesco si trova in alto a sinistra, appena fuori dal tracciato delle mura romane di Milano. Al centro, indicato in rosso salmone, il foro romano di Milano, mentre in verde il quartiere del palazzo imperiale romano di Milano

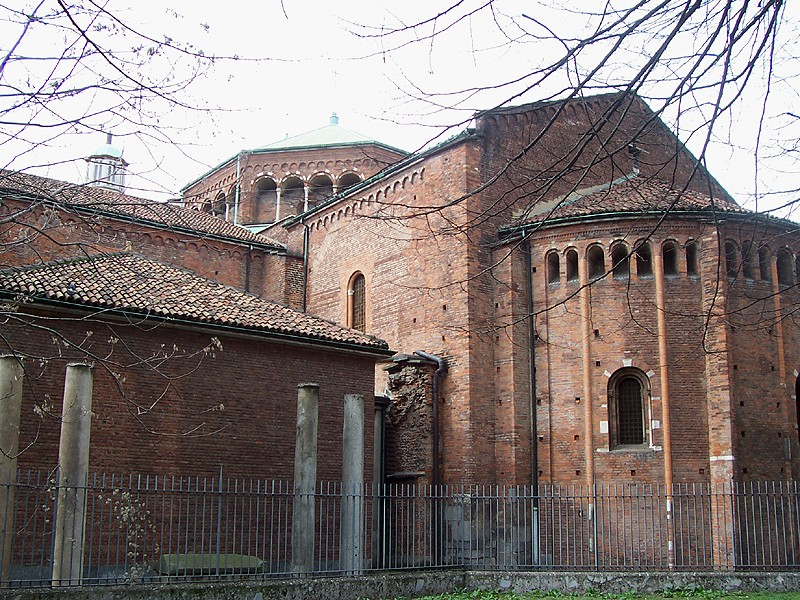
Sulla sinistra, davanti all'abside della basilica di San Nazaro in Brolo, le quattro colonne della Via Porticata che sono giunte sino a noi e che sono state collocate in questo luogo in tempi successivi alla realizzazione della strada monumentale romana

Nella basilica dei Santi Apostoli e Nazaro Maggiore, a croce greca mutuata dalla quasi omonima chiesa dei Santi Apostoli di Costantinopoli, vennero poste le reliquie degli apostoli (sulla cui singola identità non c'è accordo). Venne fondata e consacrata da sant'Ambrogio tra il 382 e il 386, con la data convenzionale che è fissata al 9 maggio 386, in epoca romana tardoimperiale nel periodo in cui la città romana di Mediolanum (la moderna Milano) fu capitale dell'Impero romano d'Occidente (ruolo che ricoprì dal 286 al 402).
Con sant'Ambrogio iniziò infatti un programma di costruzione di basiliche dedicate alle varie categorie di santi: una basilica per i profeti (la basilica prophetarum, in seguito ridenominata basilica di San Dionigi), una per gli apostoli (la basilica apostolorum, che poi prese il nome di basilica di San Nazaro in Brolo), una per i martiri (la basilica martyrum, che divenne in seguito la basilica di Sant'Ambrogio), una per le vergini (la basilica virginum, ridenominata poi basilica di San Simpliciano). Erano infatti dedicate ciascuna ad una diversa famiglia di santi, dato che non esisteva ancora l'usanza di intitolare le chiese a un solo santo. Queste quattro basiliche sono conosciute con il nome di "basiliche ambrosiane".
La basilica apostolorum venne realizzata fuori dalle mura romane di Milano, adiacente alla via Porticata, con cui era in connessione grazie a un atrio. Questa strada monumentale, che era costeggiata da portici con colonne, da cui il nome, iniziava a Porta Romana d'epoca romana terminando dopo 600 metri in direzione Placentia (la moderna Piacenza) con un arco trionfale (lat. arcus). La Via Porticata rappresentava un imponente ingresso per chi proveniva da Roma.
Dell'intero colonnato della Via Porticata sono giunti sino a noi uno dei capitelli dei portici (l'unico della Via Porticata che è sopravvissuto ai secoli), che è stato incorporato nella basilica di San Nazaro in Brolo, e quattro colonne, che sono state in seguito collocate sul retro dell'abside della basilica citata, esternamente all'edificio.
Nel 395 o 396, il 10 maggio secondo un'antica tradizione, Ambrogio traslò nella basilica apostolorum le reliquie del martire Nazaro creando l'abside maggiore; il corpo del santo fu deposto al centro di essa in un loculo sotterraneo (dove nel 1579 san Carlo Borromeo lo ritrovò, traslandolo nel nuovo altare controriformato). Questa parte della basilica fu probabilmente rivestita con i marmi libici donati, come ricorda un'iscrizione, in seguito ad un voto dalla nipote dell'imperatore Teodosio I, Serena, moglie di Stilicone, generale tutore dell'imperatore Onorio, che provvide ad abbellire anche il resto della basilica.
Nel IV secolo sant'Ambrogio forse seppellì sotto l'altare anche le reliquie degli apostoli Giovanni, Andrea e Tommaso, o forse quelle di Pietro e Paolo. Il reliquiario che potrebbe aver contenuto queste reliquie, in argento e finemente cesellato, è ora esposto presso il Museo diocesano di Milano. Nel V secolo attorno all'altare apostolico vennero deposti, in sarcofagi di pietra, i corpi di alcuni vescovi milanesi successori di sant'Ambrogio, per rafforzare il collegamento tra l'autorità vescovile milanese e gli apostoli. Nei secoli successivi, fino all'Alto Medioevo, si affermò l'uso funerario, in particolare vescovile, della basilica.

### Il rifacimento in stile romanico e le successive modifiche

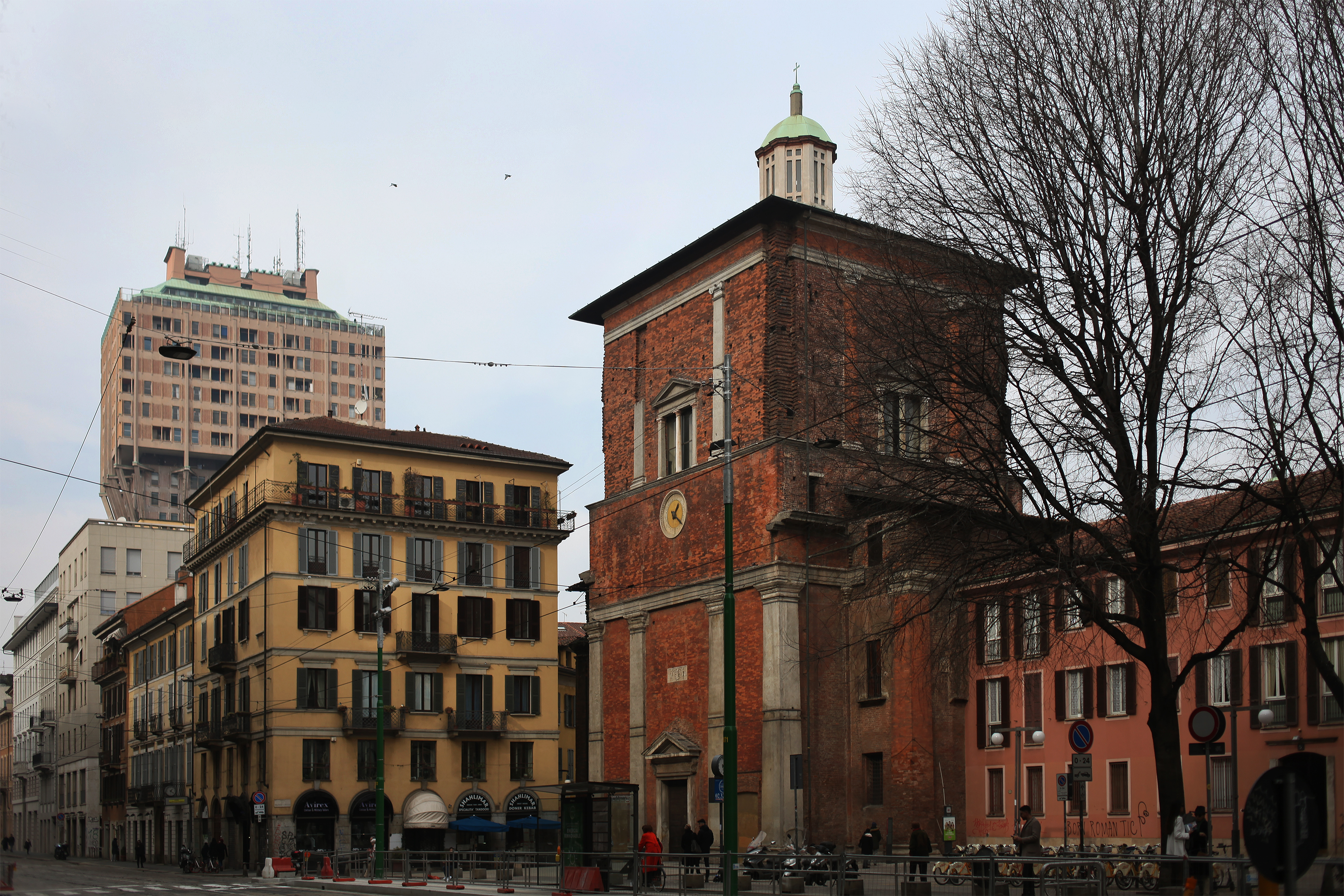
La basilica di San Nazaro in Brolo con la Torre Velasca sullo sfondo

Il 30 marzo 1075 un rovinoso incendio danneggiò gravemente la basilica, che viene ricostruita in forme romaniche, con copertura a volte, cupola ottagonale, tiburio, grandi absidi anche sui bracci laterali e con torre campanaria. Promotore della ricostruzione fu probabilmente il vescovo Anselmo III da Rho, che vi viene seppellito nel 1093. Fu in questi secoli che la chiesa prese il nome basilica di San Nazaro in Brolo abbandonando l'antica denominazione basilica apostolorum.
La basilica prende il nome dal Broletto Vecchio, detto anche Brolo dell'Arcivescovo o Brolo di Sant'Ambrogio, prima sede del governo della città di cui si abbia traccia documentata, che ebbe questo ruolo durante il periodo dei comuni nel basso medioevo. Il Broletto Vecchio ha dato il nome al quartiere del Brolo, del quale fa parte la basilica di San Nazario in Brolo. Il Broletto Vecchio terminò questa funzione nel 1251, quando la sede municipale venne trasferita presso il Palazzo della Ragione, che è infatti anche conosciuto con il nome di Broletto Nuovo. Il Broletto Vecchio fu poi demolito per poter permettere la costruzione di Palazzo Reale.

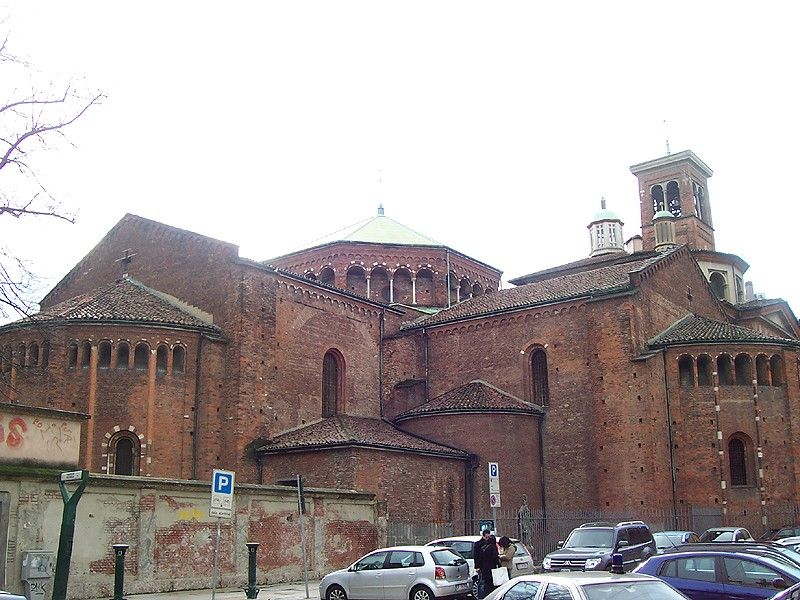
Il retro della basilica di San Nazaro in Brolo

Nel XVI secolo vennero eretti, in forme rinascimentali bramantesche, il Mausoleo Trivulzio davanti all'ingresso, che coprì l'originale facciata della basilica cambiandone radicalmente l'aspetto, e la cappella di Santa Caterina sul lato sinistro. Nel 1567 san Carlo Borromeo costruì un nuovo altare maggiore controriformato (modificato poi nel XVIII secolo), demolendo l'altare paleocristiano che era sotto la cupola all'incrocio dei bracci (la cui posizione fu ripristinata nel 1971 in seguito al Concilio Vaticano II), e quello di San Nazaro, che era addossato all'abside.
La basilica fu oggetto di numerose trasformazioni nel XVII e XVIII secolo. Il cardinal Federico Borromeo fece costruire una nuova sagrestia e rinnovò la cappella di San Matroniano, che si trova nel braccio destro. In seguito, nel braccio sinistro, venne realizzato nel 1751 da Carlo Giuseppe Merlo l'altare di San Arderico o Ulderico e vennero affrescati coro e cupola. Le parti interne vennero infine rinnovate tra il 1828 e 1832 in forme neoclassiche.
La riscoperta ed il ripristino di parte delle forme originarie paleocristiane e romaniche sotto ai "camuffamenti" barocchi e neoclassici si deve ai lavori avviati nel 1938 dal Comitato Restauri Monumenti di Milano, condotti dall'architetto e sacerdote Enrico Villa, a cui si devono le forme attuali della basilica, ricostruite sulla base delle antiche murature rimesse in luce. Con qualche interruzione, i lavori si conclusero nel 1986.
Nei primi anni settanta del XX secolo vennero eseguiti scavi archeologici e sondaggi che hanno consentito di ricostruire la pianta paleocristiana della basilica, oltre che la terminazione dei bracci laterali e il rapporto con la citata Via Porticata romana sulla quale si affacciava la basilica. Si sono recuperati importanti reperti di epoca romana e paleocristiana ed è stata resa visitabile l'area archeologica sotterranea.

## Pianta della basilica
|  | Piantina della basilica di San Nazaro in Brolo |

## I resti paleocristiani

### Interno della basilica

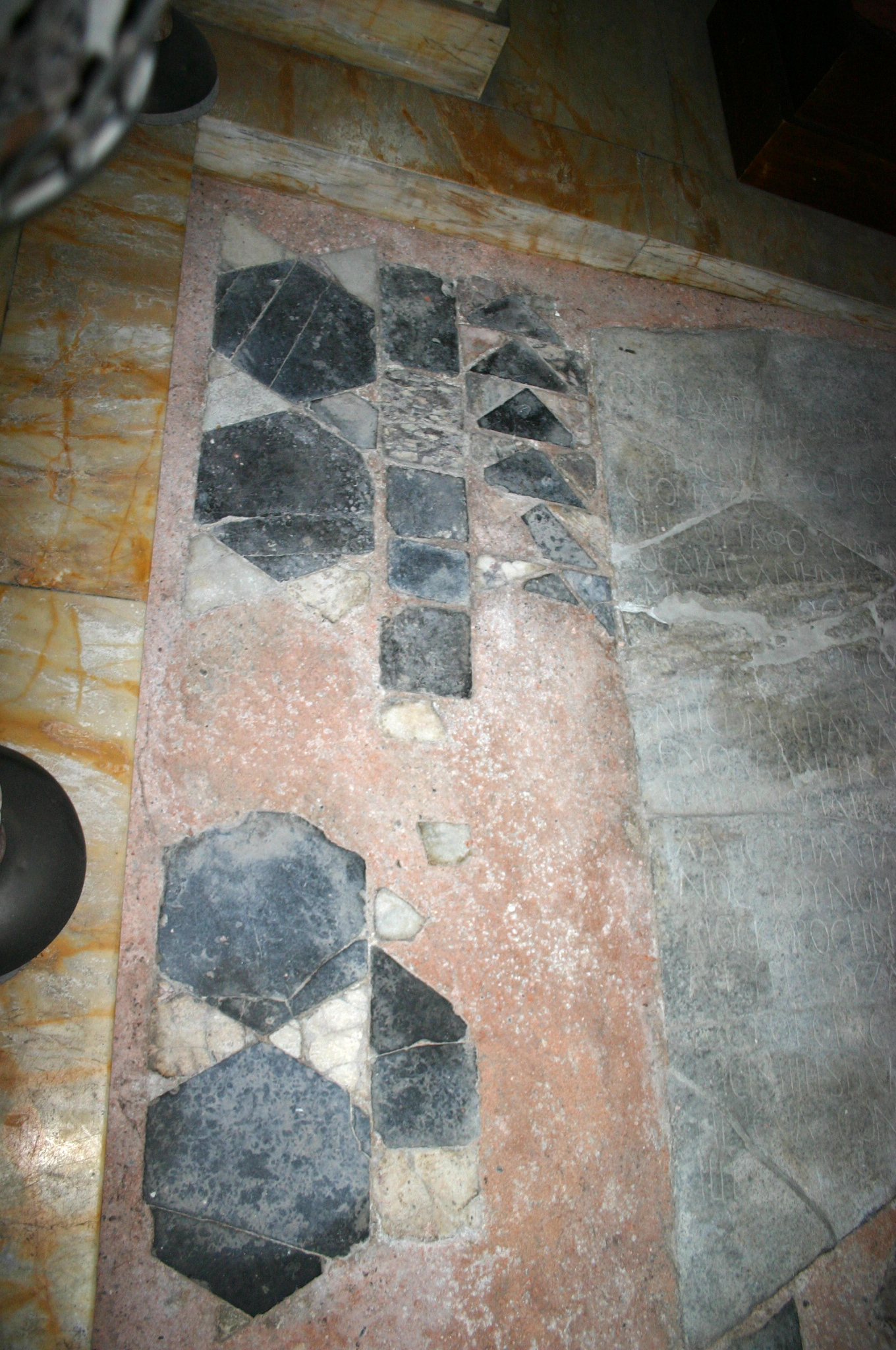
Pavimento paleocristiano della primitiva basilica, in opus sectile, nel braccio orientale di San Nazaro in Brolo

All'interno della basilica sono conservate quattro epigrafi paleocristiane. Quelle di Ambrogio e Serena, nel presbiterio, testimoniano la fondazione della basilica da parte di Ambrogio, quella del vescovo Glicerio (nel transetto sinistro) e del medico Dioscoro (nel transetto destro, dove è visibile la pavimentazione originale) sono di carattere funerario. A lato dell'altare moderno vi sono i resti dei basamenti delle colonne del triforium paleocristiano, ovvero dei tre accessi che davano verso i tre bracci della basilica posti di fronte all'ingresso (i due laterali e il braccio dietro l'altare). Sono giunti sino a noi anche i resti del pavimento paleocristiano del braccio orientale, realizzato con tecnica opus sectile.

### Lapidarium
Il lapidarium occupa il locale dell'antica sagrestia romanica. Sono esposti numerosi frammenti di epigrafi funerarie paleocristiane databili tra il IV e il VI secolo. In una vetrina sono presentati i reperti dalla tomba di Arderico, che fu vescovo di Milano dal 936 al 948: oltre a un anello d'oro e uno d'argento e al puntale di bastone pastorale, è visibile un piccolo crocifisso che è una rara testimonianza dell'artigiano altomedioevale. Nel lapidarium è esposta una parete della "Tomba del Pavone", dipinta tra il VII e l'VIII secolo. Fu scoperta nel 1948 a destra dell'altare moderno e non è accessibile al pubblico.

### Area archeologica esterna
Testimonianze del cimitero che si sviluppò in adiacenza alla basilica si trovano nella zona esterna all'abside romanica, ben visibile anche dal retrostante largo Francesco Richini e prospiciente il lato occidentale della quattrocentesca Ca' Granda, che sorge non lontano. La basilica sorgeva in una zona funeraria romana, ma attrasse numerose sepolture, sia all'interno sia all'esterno della chiesa, nella speranza che le reliquie degli apostoli e del martire Nazaro potessero intercedere "per contatto" per le anime dei defunti. Esternamente sono anche visibili i resti del muro del braccio orientale della basilica paleocristiana: si riconosce dall'accostamento opus spicatum dei mattoni.

### Sotterranei
Dal 2012 è possibile vedere diverse murature originarie dell'epoca di Ambrogio alte anche 13 metri sulla cui base è stato possibile ricostruire la pianta cruciforme della basilica paleocristiana, che era provvista di bracci rettilinei terminanti con esedre semicircolari. Nei diversi vani sono esposti anche are votive, cippi funerari, anfore e laterizi romani ritrovati durante gli scavi. È interessante notare che alcuni sarcofagi romani in serizzo furono svuotati e reimpiegati nelle murature della basilica. Sono anche presenti i resti della cappella di san Lino, realizzata dopo l'epoca paleocristiana, in pieno Medioevo, sui resti della sagrestia paleocristiana del IV-V secolo.
Nei sotterranei si trovano anche resti di ambienti di servizio risalenti al V-VI secolo e rinvenimenti d'epoca romana antecedenti alla realizzazione della basilica. Sono anche presenti i resti delle fondazioni di una delle absidi del transetto orientale della basilica paleocristiana. Nei sotterranei sono anche state trovate raffigurazioni ad affresco dell'iconografia cristiana, come la morte e la risurrezione di Gesù, rese, rispettivamente, con una croce e un kantharos, che risalgono al VII-VIII secolo.

### Mappa della Milano paleocristiana

Mappa dell'antica Milano romana (Mediolanum) (secoli III-V) con indicate le mura e le porte romane di Milano, il foro romano di Milano, il teatro romano di Milano, l'anfiteatro romano di Milano, il circo romano di Milano, l'area del palazzo imperiale romano di Milano (in rosa più tenue), la zecca romana di Milano, le terme Erculee, il mausoleo imperiale di Milano, la via Porticata con l'arco trionfale, i magazzini annonari romani di Milano (lat. horrea), il porto fluviale romano di Milano, i castelli romani di Milano e le basiliche paleocristiane di Milano

## Architettura e arte

### Descrizione

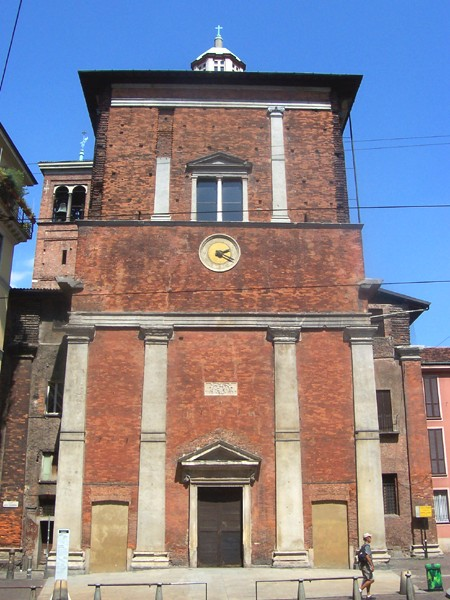
La basilica di San Nazaro in Brolo, con in primo piano la massiccia facciata costituita dal Mausoleo Trivulzio

Si tratta della più antica chiesa a croce latina della storia dell'arte occidentale, realizzata in questa forma per celebrare la risurrezione di Gesù, come testimoniato da un'epigrafe collocata delle pareti del coro della basilica moderna.
All'esterno la basilica di San Nazaro in Brolo si presenta con un doppio prospetto. Il prospetto principale, che dà sull'omonima piazza, è costituito dalla severa mole della facciata del Mausoleo Trivulzio. Essa, esternamente a pianta quadrata, presenta un paramento murario in mattoni rossi ed è suddiviso in due ordini sovrapposti da un cornicione, con lesene marmoree tuscaniche in quello inferiore e ioniche in quello superiore, rimasto incompiuto. In basso, si apre l'unico portale che dà accesso alla basilica, con timpano triangolare marmoreo, affiancato da due porte murate.
Sopra di esso, un bassorilievo raffigura al centro lo stemma Trivulzio, affiancato da due putti che sorreggono gli stemmi Colleoni (a sinistra) e Gonzaga (a destra), in onore delle casate di due delle mogli dei Trivulzio. Al centro dell'ordine superiore si apre una bifora. La cappella è sormontata da una lanterna ottagonale.
Il secondo prospetto della chiesa, cioè quello che dà su largo Francesco Richini, è costituito dalla testata del transetto sinistro, ovvero da una grande abside. Essa è decorata lungo il bordo superiore da una serie di archetti pensili a tutto sesto, mentre nella fascia centrale, in basso, vi è un grande portale murato avente un piccolo protiro sorretto da due esili colonne. Di fianco all'abside del transetto sinistro si trova la cappella di Santa Caterina, opera di Antonio da Lonate (1456-1541), che la costruì su ispirazione delle opere del Bramante e che è caratterizzata da una cupola con tamburo cilindrico e copertura conica.

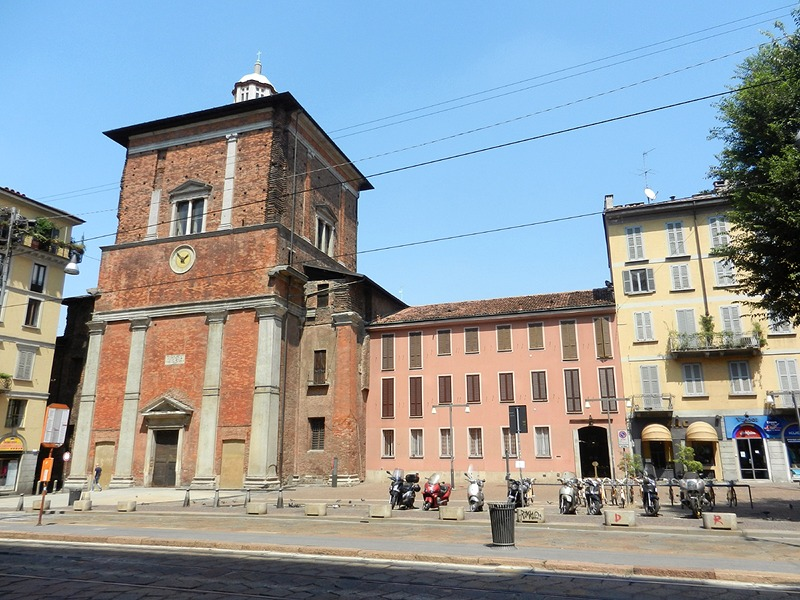
Visione d'insieme della facciata della basilica
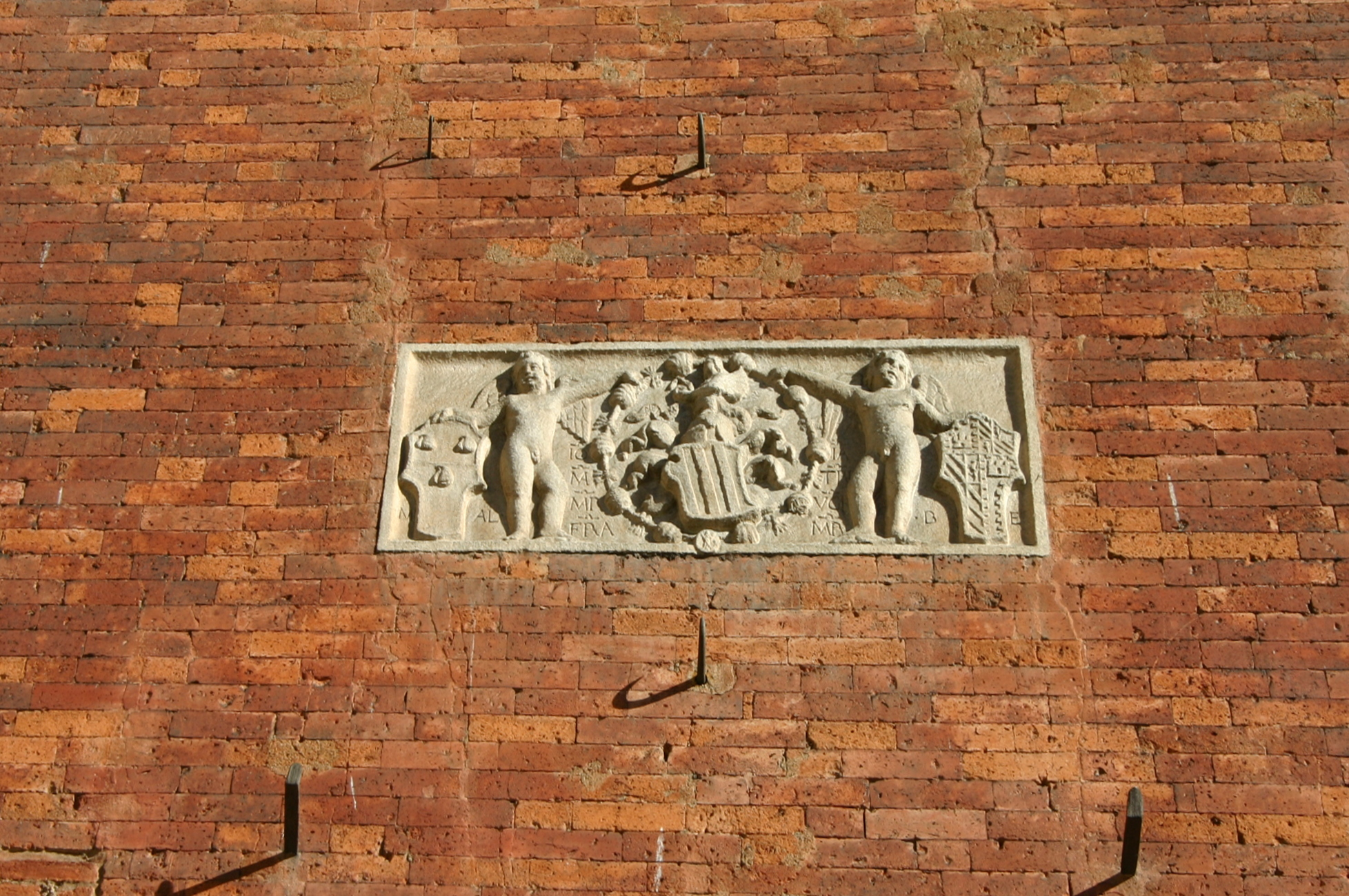
Bassorilievo in facciata
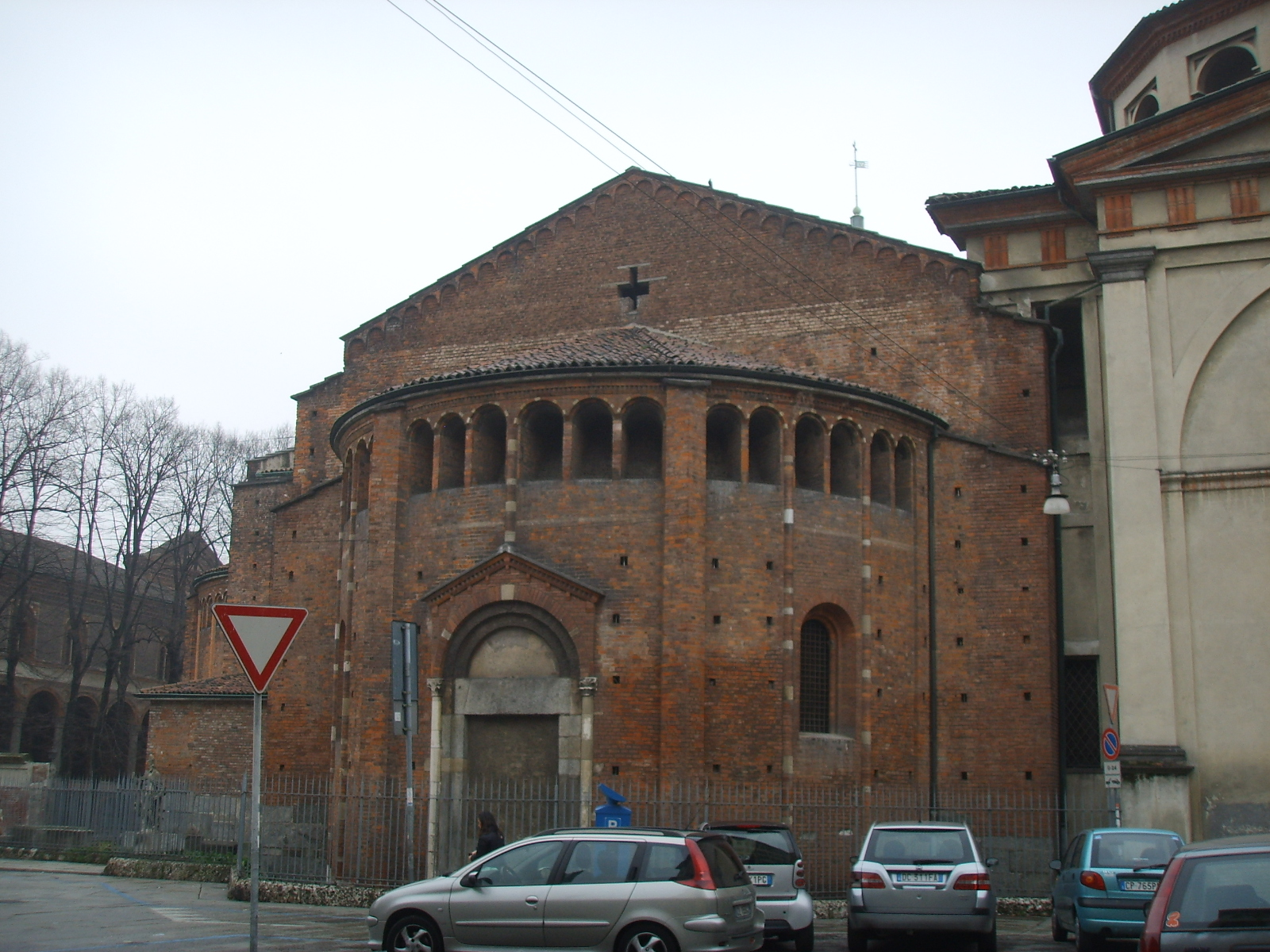
Esterno del transetto sinistro
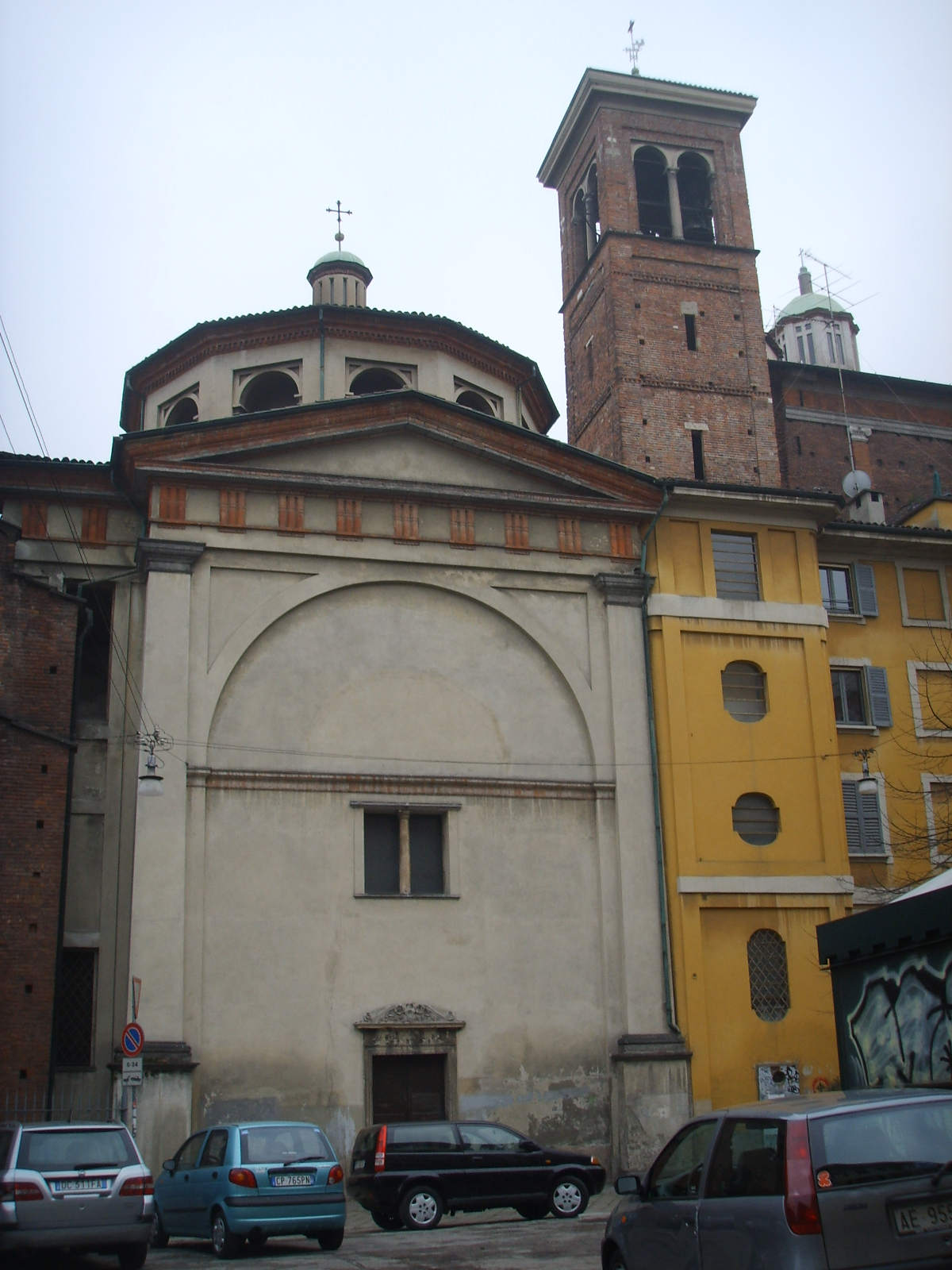
Esterno della cappella di Santa Caterina

### La basilica

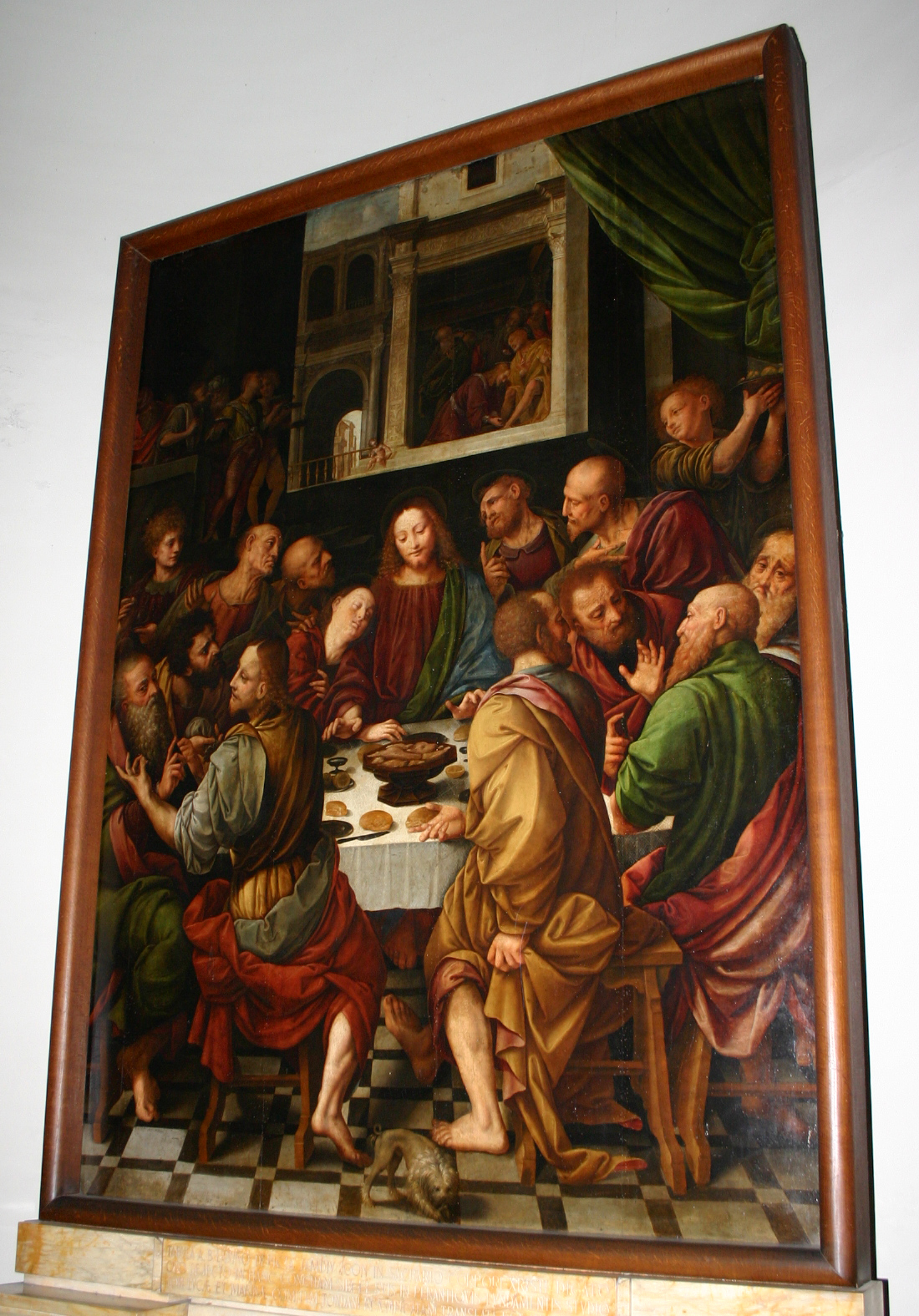
L'Ultima Cena di Bernardino Lanino

Alla basilica si accede tramite il portale che si trova sulla parete opposta all'ingresso del Mausoleo Trivulzio. L'impianto interno della basilica è costituito da una via di mezzo fra una croce latina e una croce greca: mentre la navata centrale (composta da due campate coperte da volta a crociera) misura circa 25 metri, gli altri tre bracci (uguali, composti ognuno da una campata e da un'abside) misurano circa 20 metri. Sulla controfacciata, sorretta da possenti mensole marmoree si trova la cantoria lignea barocca, in cui vi è un organo settecentesco; invece, lungo le pareti, sono disposte delle tele di vari autori raffiguranti alcuni santi e alcune scene della vita di Gesù.
All'interno dell'abside maggiore, sopraelevato di alcuni gradini rispetto al piano di calpestio della navata, si trova l'imponente altare maggiore, opera in stile barocco. Realizzato in marmi policromi (soprattutto in marmo nero), è costituito dall'altare, con paliotto aureo, dal tabernacolo e dal baldacchino sorretto da colonne corinzie tortili, all'interno del quale si trova la statua in marmo bianco del Cristo Risorto. Alla destra dell'altare maggiore si trova un ambiente altomedievale detto cappella di San Lino, con resti di affreschi e sinopie. Nel transetto sinistro si trova l'altare di Sant'Arderico, le cui statue chiare risaltano sopra la pala d'altare in marmi scuri.
Il transetto destro conserva alcune opere artistiche importanti. Sul suo lato sinistro si trova la Crocifissione di Bonino da Campione: questo bassorilievo, databile nel XIV secolo, raffigura con estrema chiarezza e veridicità Cristo morto in croce con ai lati Maria sua madre e Giovanni apostolo ed evangelista inginocchiati. Sul suo lato destro, invece, è presente una tavola con l'Ultima Cena del vercellese Bernardino Lanino, allievo di Gaudenzio Ferrari, posta dopo la guerra nel 1948, ad un altare di stile razionalista, ma realizzata su commissione di Giovanni Andrea Annoni, priore della Confraternita del Corpus Domini o del Santissimo Sacramento, intorno al 1550, quando il pittore aveva appena terminato la decorazione dell'oratorio di Santa Caterina presso la chiesa. La pala, una derivazione da quella di medesimo soggetto, del 1545-46, di Gaudenzio Ferrari per Santa Maria della Passione è stata restaurata nel 2021.
Ai suoi piedi, si trova la tomba di Dioscoro, medico egiziano alla corte imperiale milanese in epoca tardoantica, quando la città romana di Mediolanum (la moderna Milano) fu capitale dell'Impero romano d'Occidente (ruolo che ricoprì dal 286 al 402). Sulla tomba sono iscritti tre epigrammi in distici elegiaci, due in greco e uno in latino.

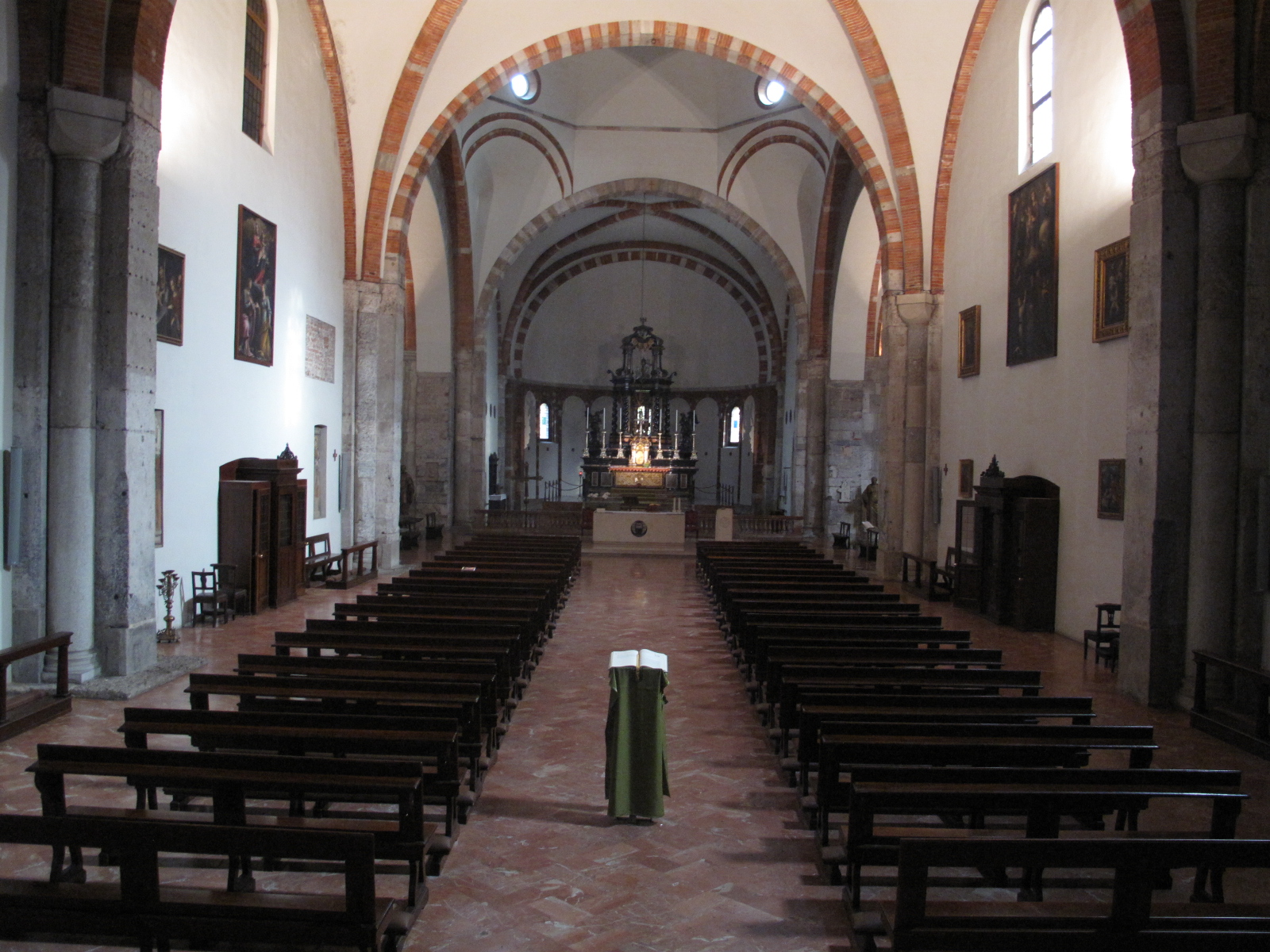
Interno della basilica
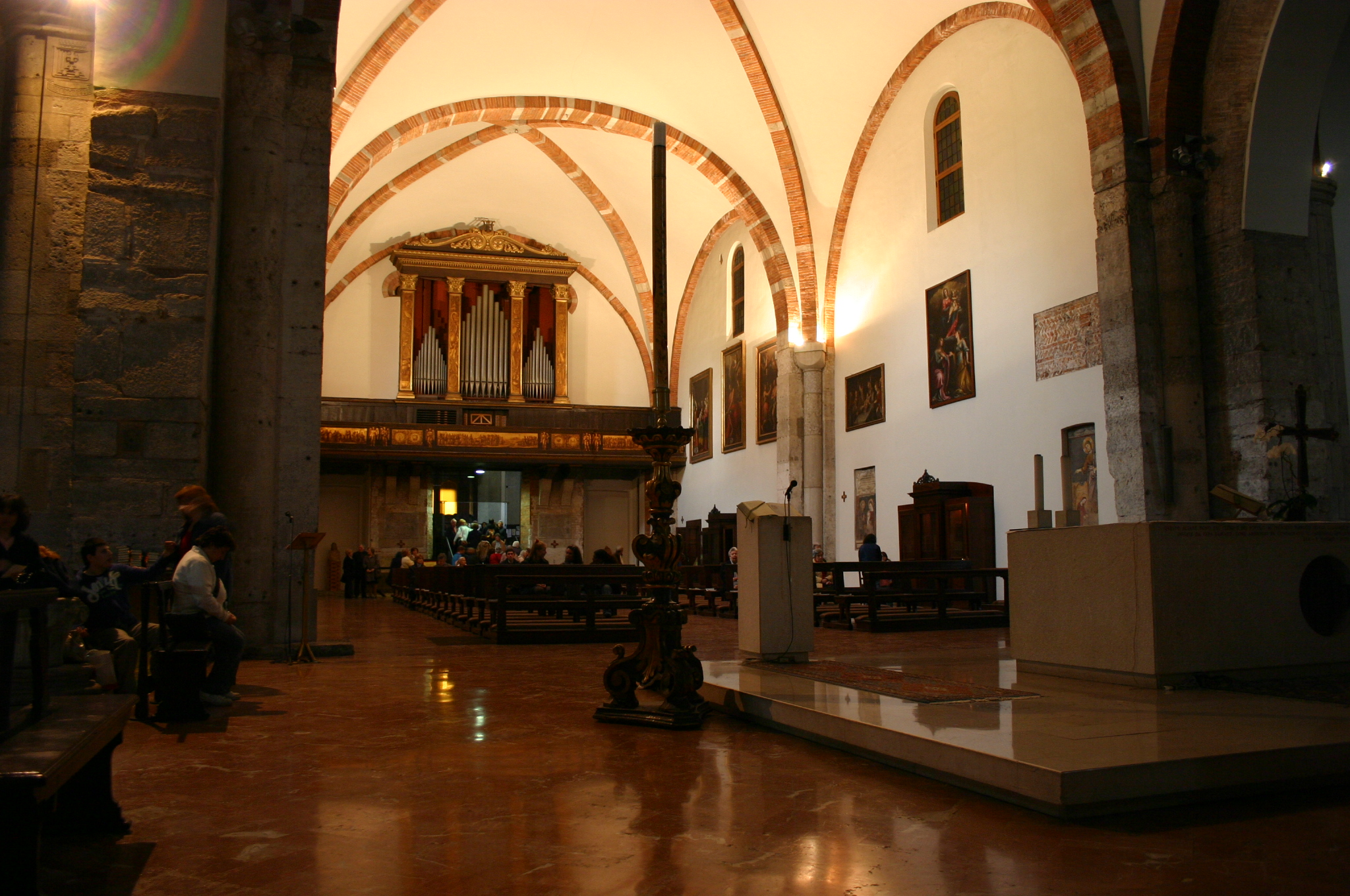
Interno verso la controfacciata
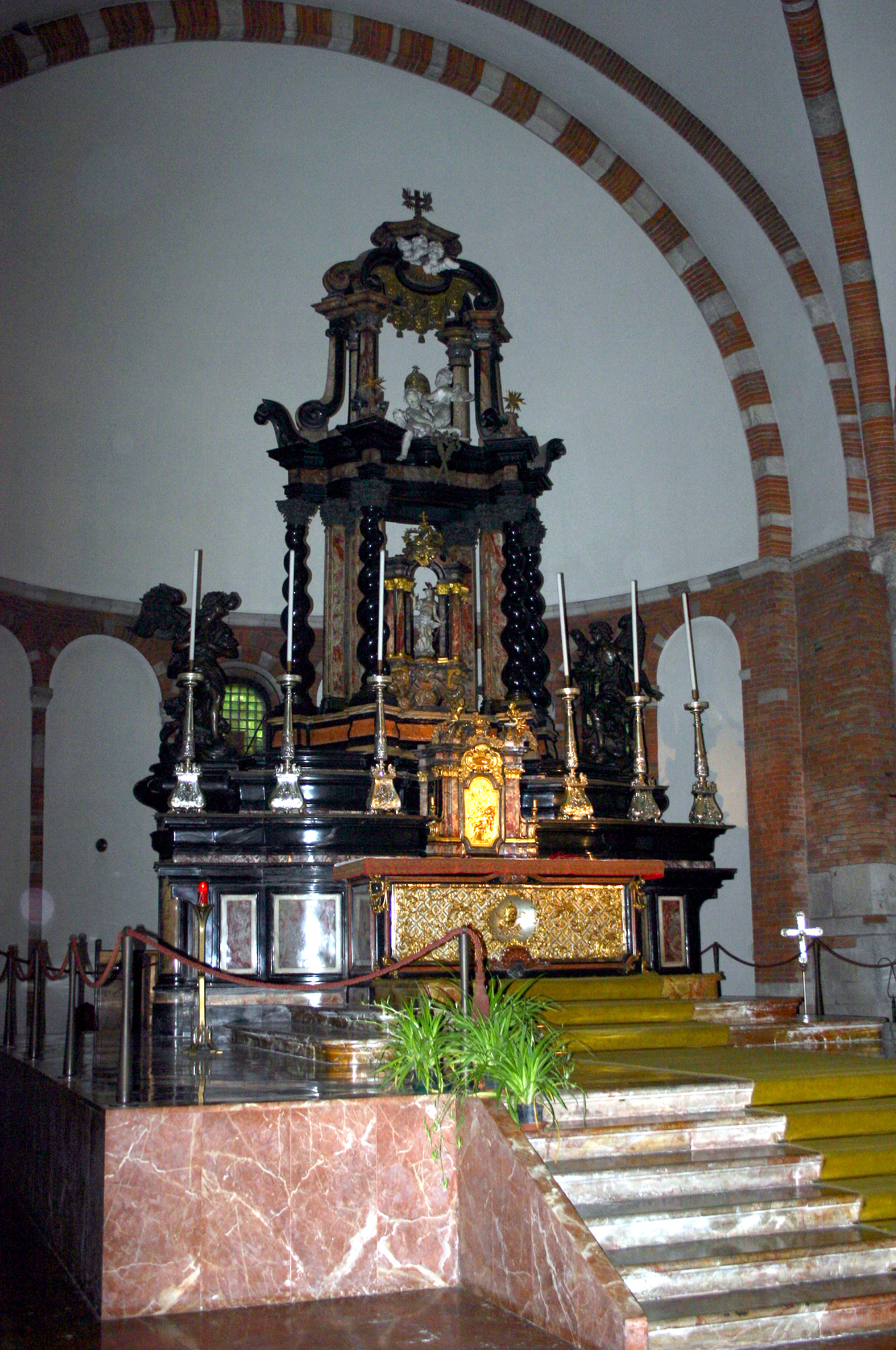
L'altare maggiore barocco
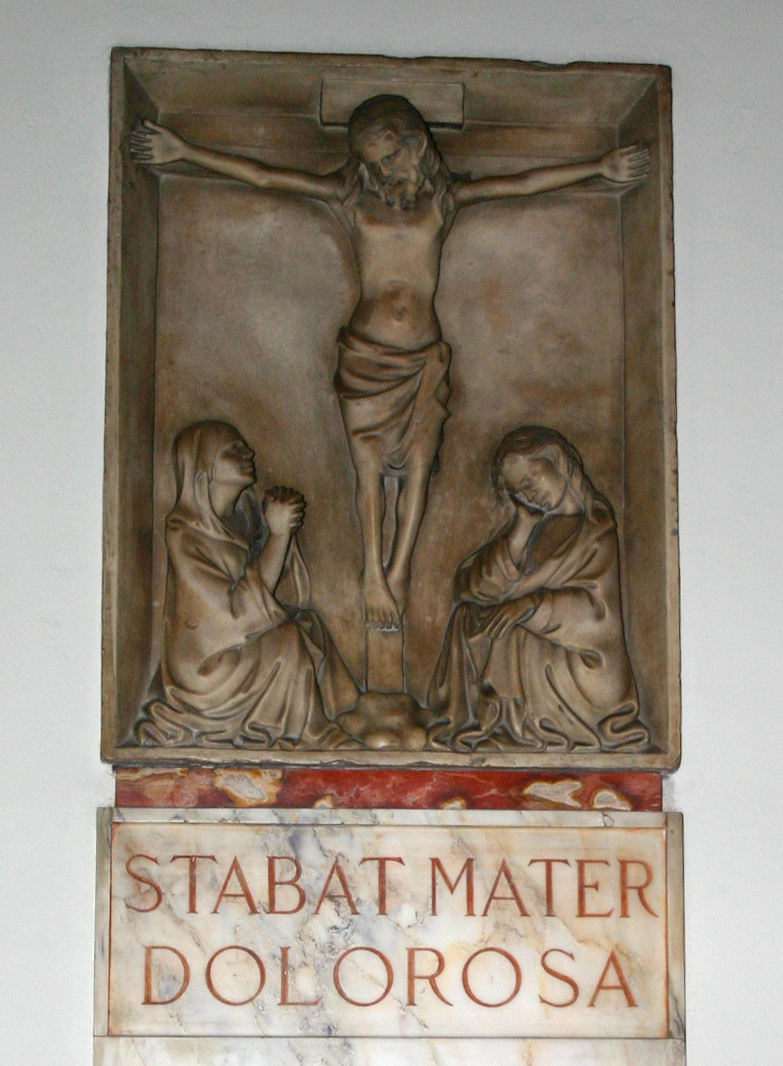
Crocifissione di Bonino da Campione
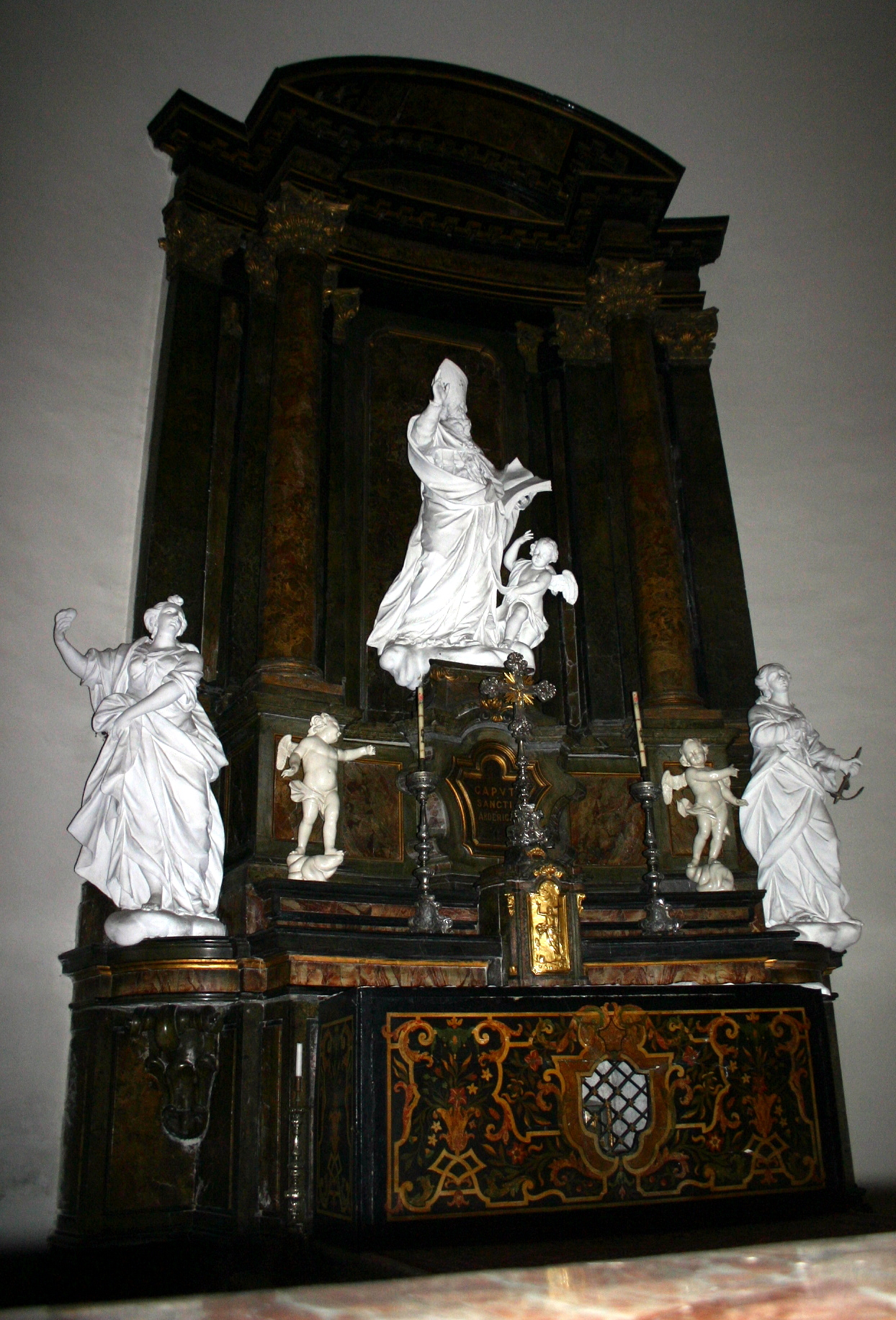
L'altare di Sant'Arderico

### Il mausoleo Trivulzio

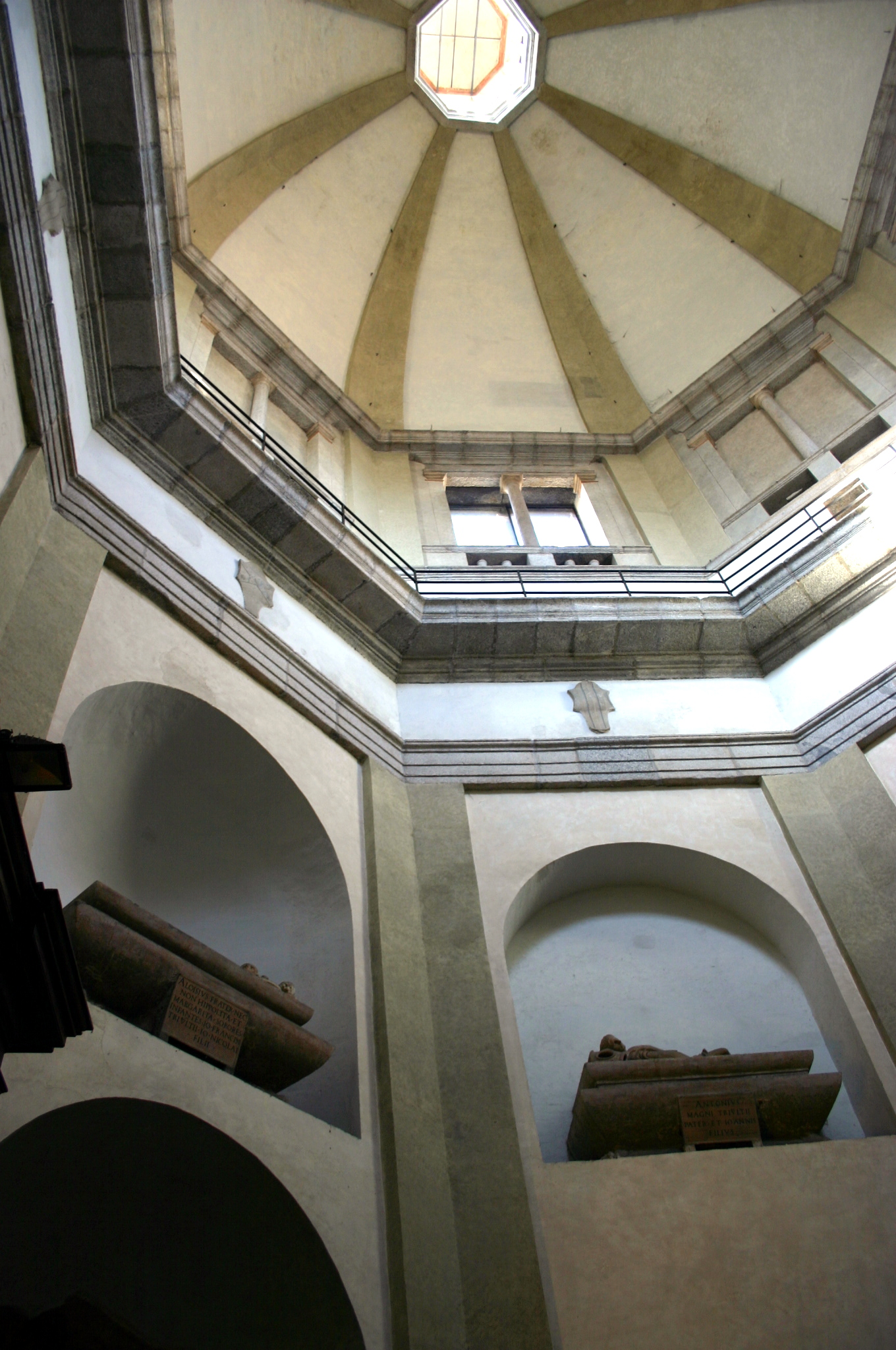
Scorcio dell'interno della cappella Trivulzio

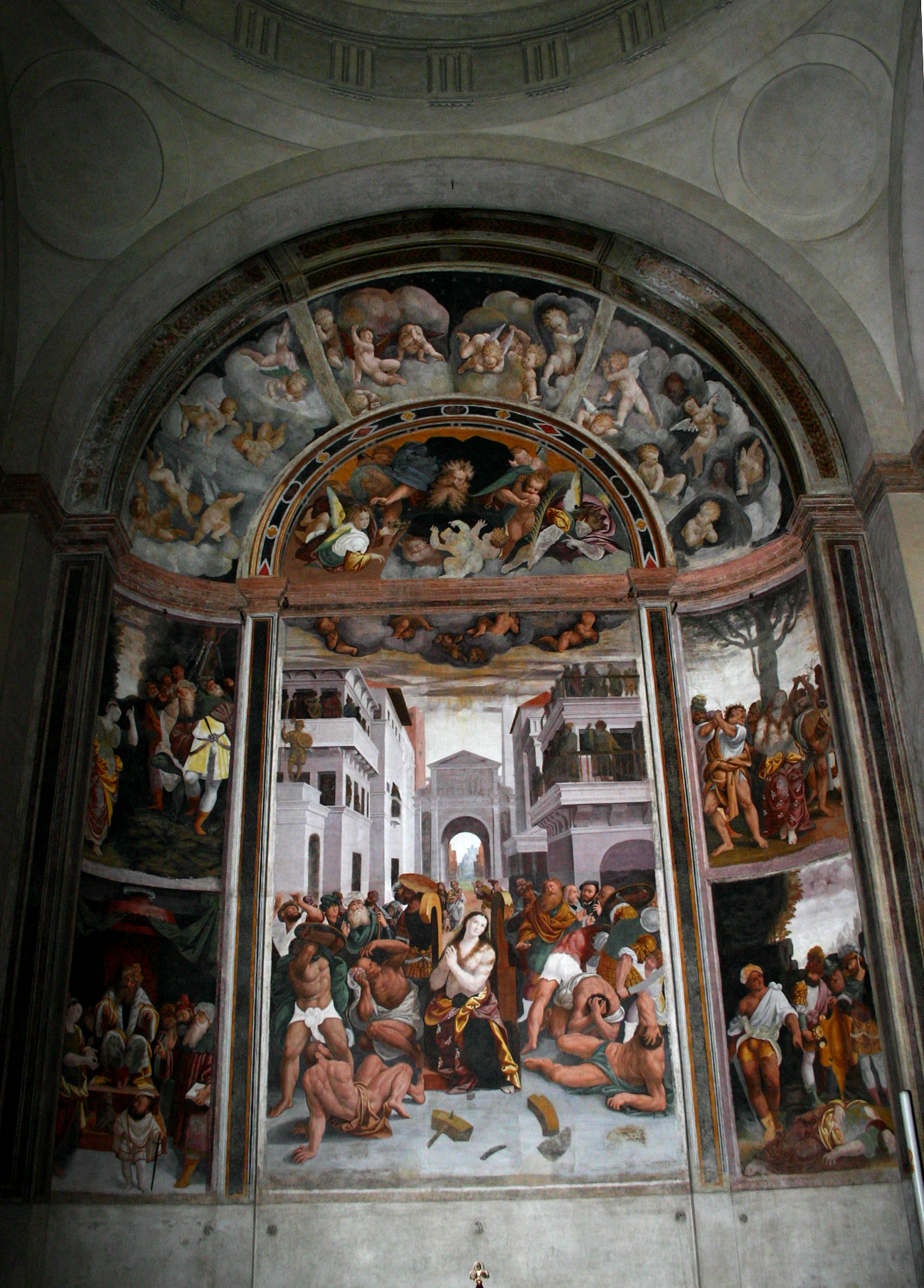
Martirio di Santa Caterina di Bernardino Lanino

L'interno della basilica è preceduto dal Mausoleo Trivulzio, chiamato anche cappella Trivulzio, particolare opera architettonica di Bartolomeo Suardi, detto Bramantino, costruita sull'area dell'antico quadriportico della basilica romanica. Il mausoleo, ideato per accogliere le spoglie della famiglia Trivulzio, è a pianta ottagonale e presenta una decorazione suddivisa in tre fasce orizzontali sovrapposte.
La rilevanza dell'opera architettonica del Bramantino, probabilmente ispirata alla vicina cappella di Sant'Aquilino, situata nella parte destra della basilica di San Lorenzo, è dovuta al fatto che l'estrema sobrietà e l'essenziale eleganza del mausoleo anticipano le esigenze di austerità dell'epoca della controriforma. Tale intenzione di solennità e di semplicità è dimostrata dall'iscrizione posta sotto all'arca di Gian Giacomo Trivulzio:
(Iscrizione sotto l'arca di Gian Giacomo Trivulzio il grande)

### La cappella di Santa Caterina

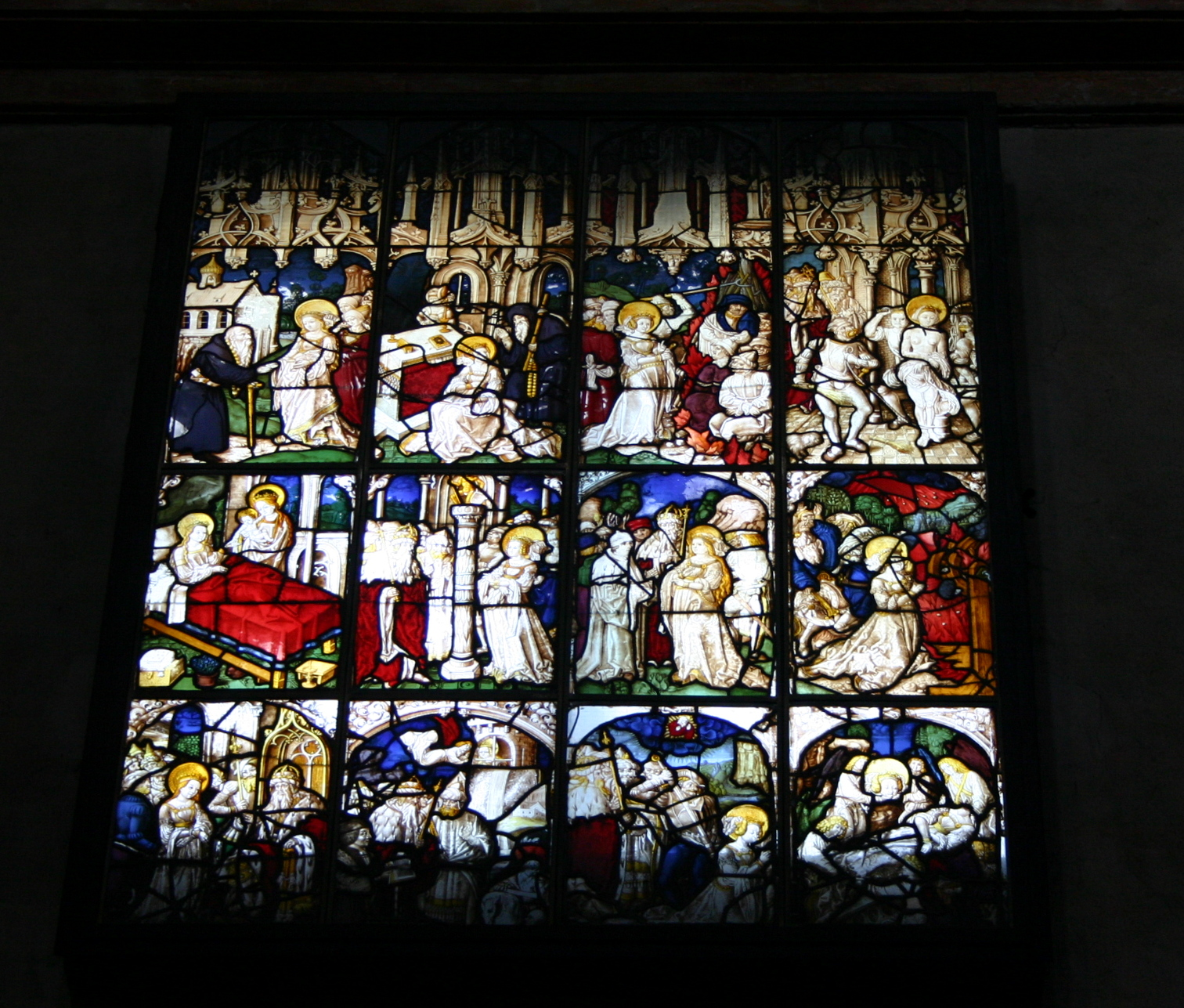
Vetrata policroma di Luca da Leida

Dal transetto sinistro, attraverso a una porta e salendo alcuni gradini, si accede alla cappella di Santa Caterina d'Alessandria, costruita su progetto di Antonio da Lonate nel 1540 circa, che si ispirò alle opere architettoniche del Brunelleschi e del Bramante.
L'ambiente, a pianta rettangolare e coperto da una cupola semisferica su cui si aprono alcune finestre a forma di piccoli rosoni, custodisce due opere: la statua dell'Addolorata sull'altare e un affresco raffigurante il Martirio di santa Caterina d'Alessandria, opera di Bernardino Lanino (1548-1549; fu realizzato in collaborazione con Giovan Battista della Cerva), che ricopre interamente una strombatura ad arco a tutto sesto sulla parete sinistra della cappella.
Esso si articola in più scene: al centro è raffigurata la scena del miracolo della ruota, a sinistra, dall'alto, Caterina che cerca di convertire l'imperatore romano e il processo a Caterina; a destra, dall'alto, la decapitazione di Caterina e la sua morte. Lungo la parete destra, sopra la porta che collega la cappella all'esterno, si trova una vetrata policroma dipinta opera di Luca da Leida raffigurante Scene della vita di Santa Caterina d'Alessandria.

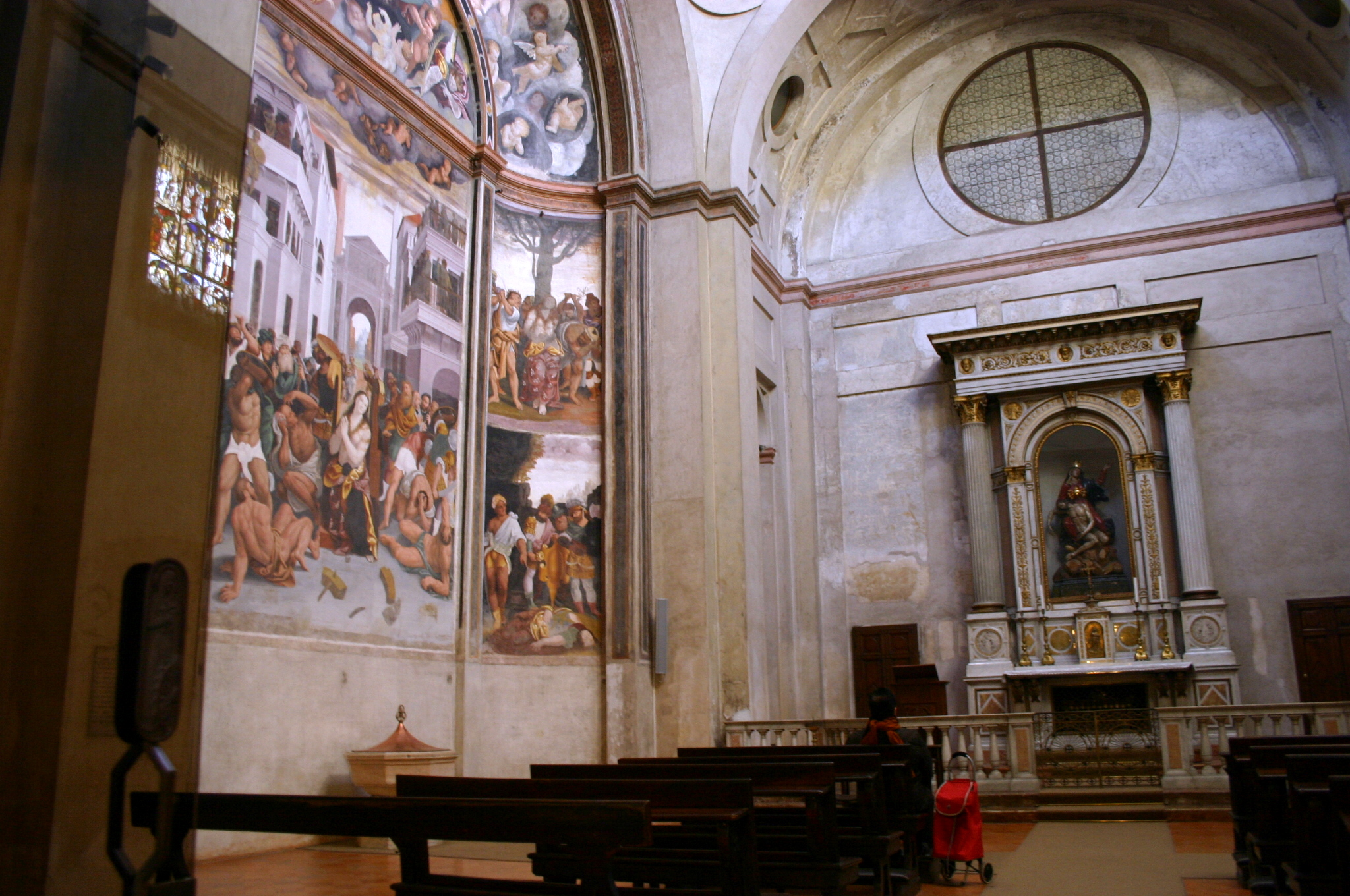
La cappella di Santa Caterina d'Alessandria
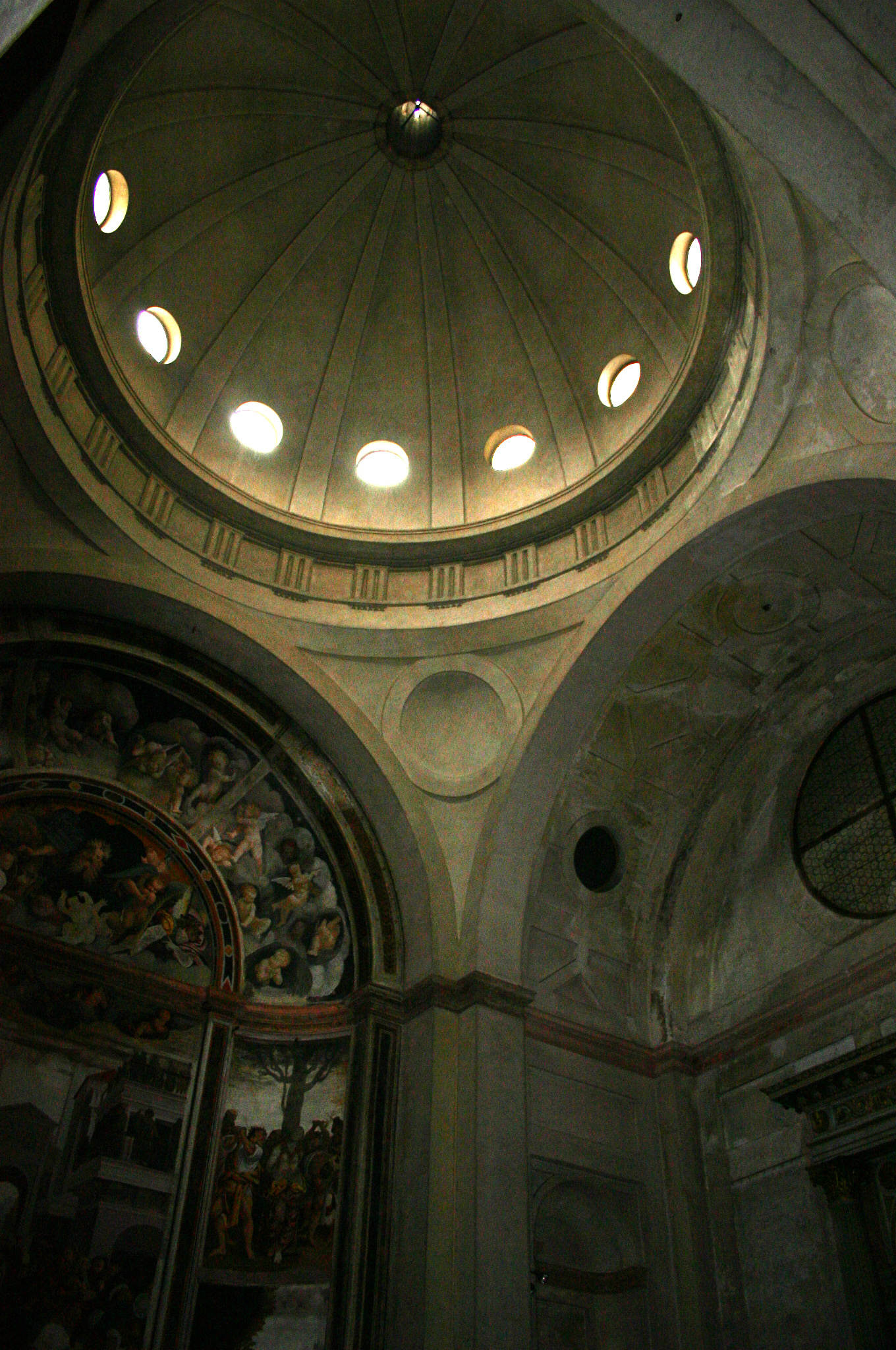
Scorcio dell'interno
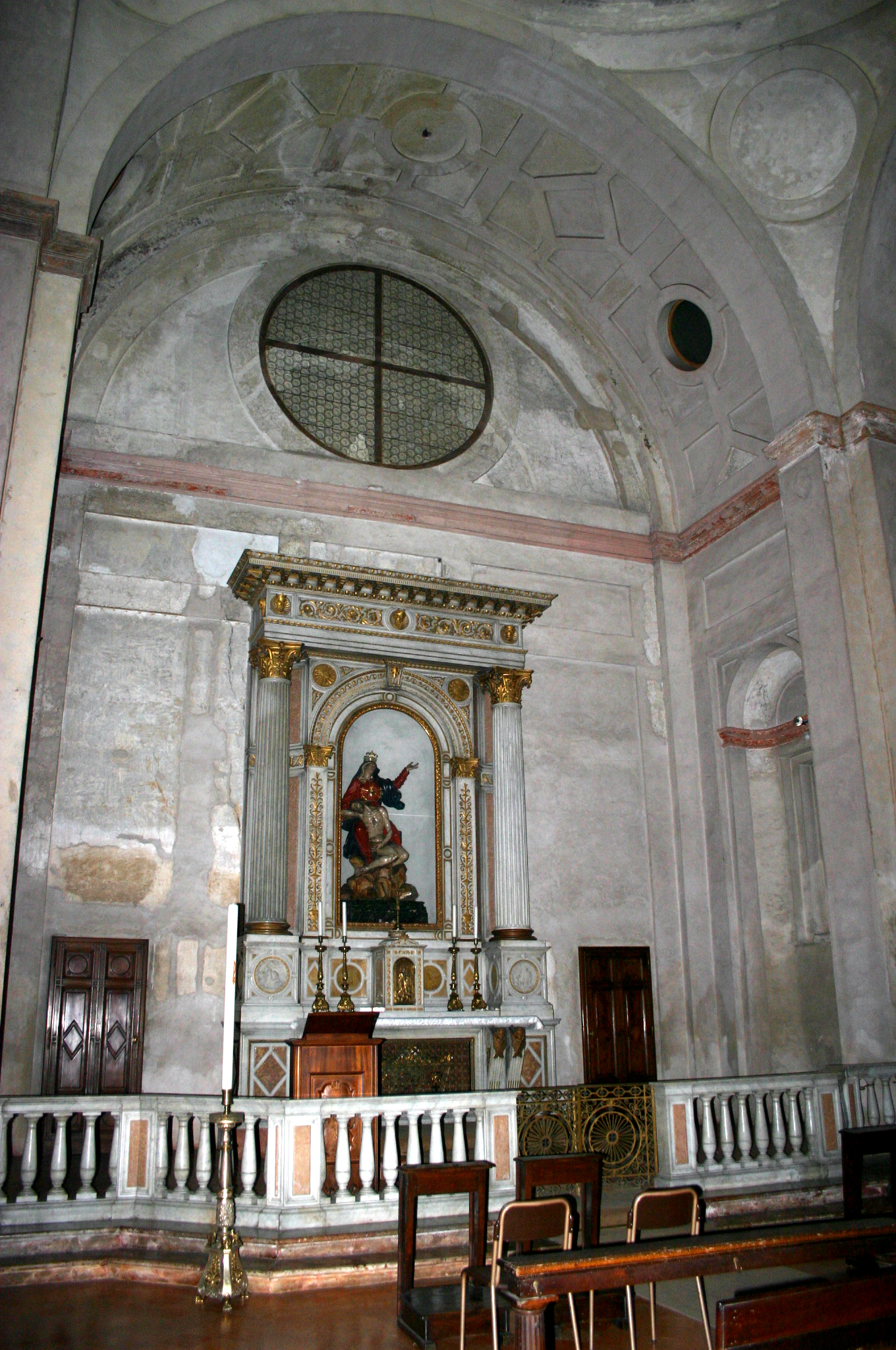
Altare

### Gli organi

#### Organo maggiore

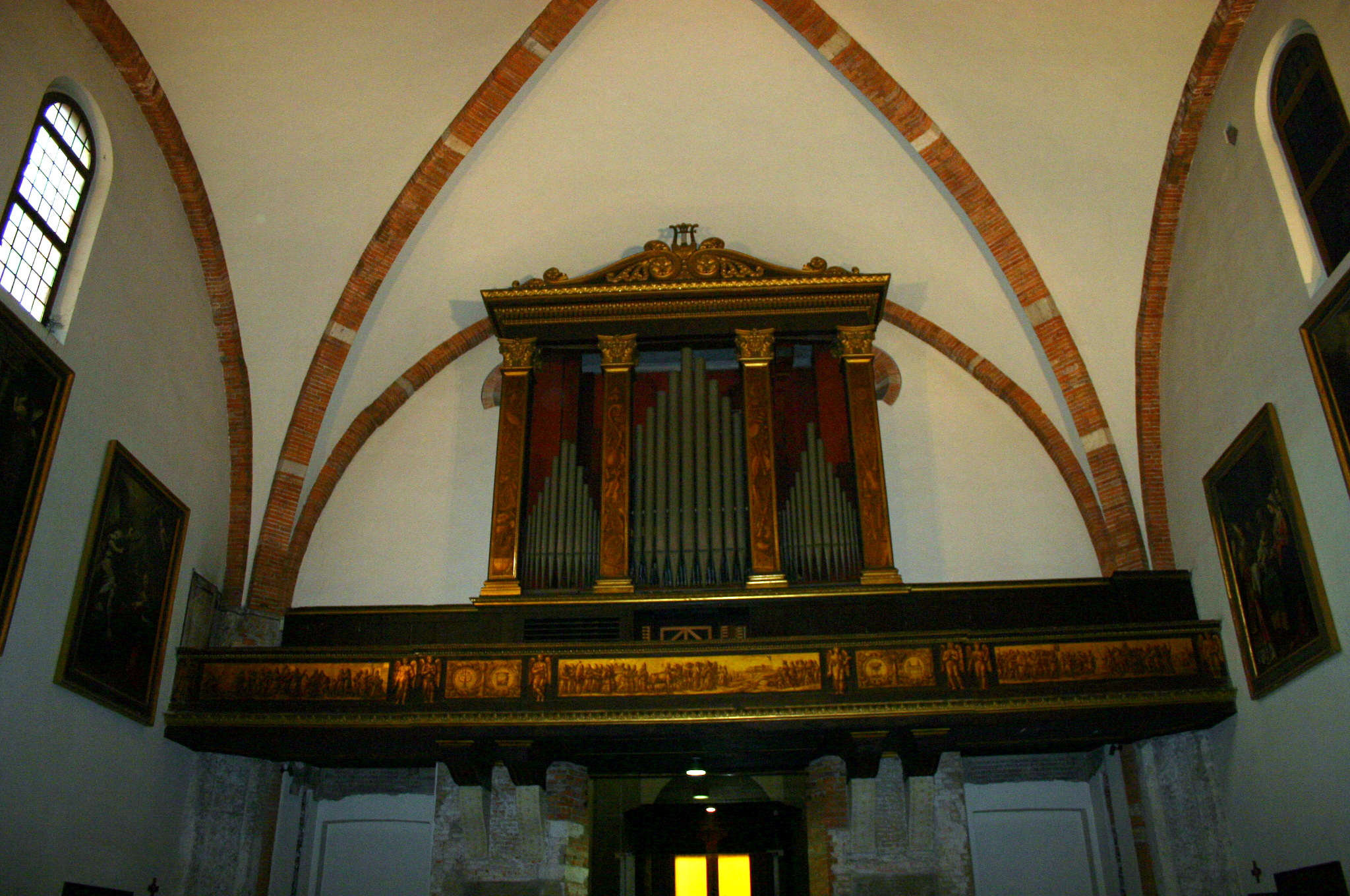
L'organo maggiore

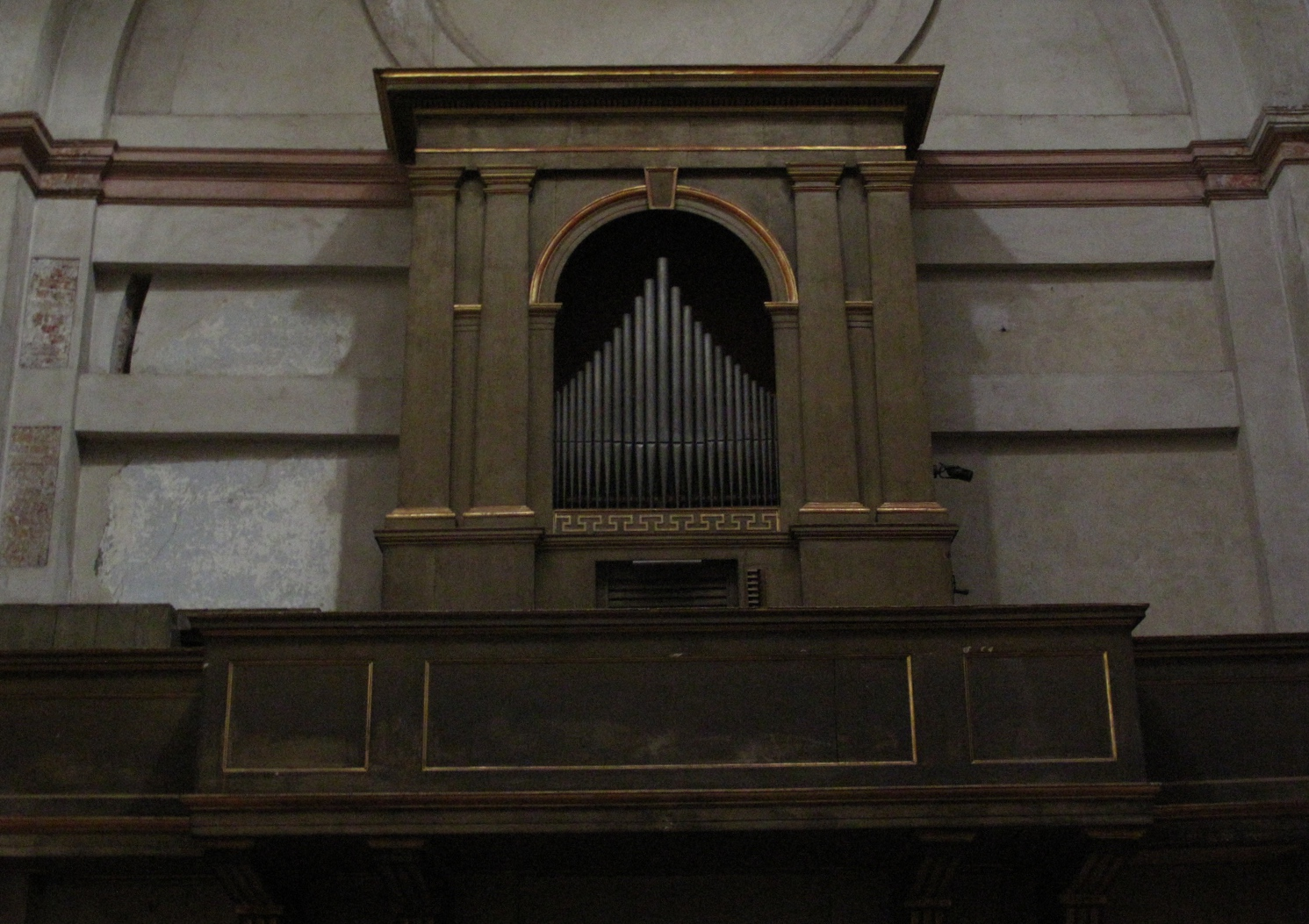
L'organo della cappella di Santa Caterina

Sulla cantoria in controfacciata, con parapetto decorato da dipinti monocromi, si trova il principale organo a canne della basilica, costruito nel 1867 da Pietro Bernasconi e restaurato nel 1980 dalla ditta Tamburini.
Lo strumento ingloba i precedenti strumenti di Costanzo Antegnati (secolo XVI) e dei Maroni Biroldi (secolo XVIII). La facciata è dei Biroldi.
Lo strumento è a trasmissione integralmente meccanica e la sua consolle è a finestra, con due tastiere di 61 note ciascuna con prima ottava cromatica estesa e pedaliera di 27 note. I registri sono azionati da manette a scorrimento laterale poste su due colonne alla destra (Grand'Organo e Pedale) e alla sinistra (Espressivo) delle tastiere.
L'organo è racchiuso all'interno di una cassa lignea scolpita e dipinta. Il prospetto si articola in tre campi divisi da paraste corinzie sulle quali sono dipinti strumenti musicali; al di sopra di esse vi è un cornicione sormontato dalla scultura di una cetra. La mostra è composta da canne del registro principale disposte in tre cuspidi con bocche a mitria allineate orizzontalmente. La canna centrale corrisponde al Fa1 del Principale di 16 piedi.

#### Organo del transetto
Nel braccio destro del transetto, a pavimento, si trova l'organo a canne Mascioni opus 1007, costruito nel 1977.
Lo strumento è a trasmissione elettrica, con 24 registri, dei quali 6 reali e 18 ottenuti in trasmissione e prolungamento. La consolle è rivolta verso l'altare, appoggiata al corpo d'organo, ed ha due tastiere di 58 note ciascuna e pedaliera concavo-radiale di 30 note; i registri sono azionati da placchette a bilico poste sopra la seconda tastiera.
L'organo è racchiuso all'interno di una cassa lignea di fattura geometrica. Questa si articola in due corpi, ciascuno con una propria mostra formata da canne del registro principale disposte ad ala con bocche a mitria allineate orizzontalmente. Sul retro della cassa, al di fuori di essa, vi sono, guardando dal retro, a destra le canne lignee del Bordone 16' e a sinistra le prime 12 canne lignee di principale.

#### Organo della cappella di Santa Caterina
Nella cappella di Santa Caterina, sulla cantoria lignea in controfacciata, sopra la porta che mette in comunicazione la cappella con la basilica, si trova un organo a canne, costruito nel 1833 da Paolo Chiesa e restaurato dalla ditta Mascioni di Cuvio nel 1986.
Lo strumento è a trasmissione integralmente meccanica, con 15 registri. La sua consolle è a finestra e consta in un unico manuale di 50 note con prima ottava scavezza e pedaliera a leggio di 17 note anch'essa con prima ottava scavezza.
L'organo è racchiuso all'interno di una cassa lignea sobriamente decorata con intagli e dorature. Al centro vi è la mostra, composta da 25 canne di flauto disposte in cuspide unica con bocche a mitria allineate orizzontalmente, affiancata da due coppie di lesene tuscaniche.